# FC Porto
FC Porto (portugalsky: Futebol Clube do Porto) je profesionální portugalský fotbalový klub sídlící ve městě Porto, který působí v nejvyšší portugalské ligové soutěži Primeira Liga. Portský celek byl založen 28. září 1893, jako první z takzvané „Três Grandes“ (Velké trojky), kterou spolu s ním tvoří lisabonské týmy Benfica a Sporting, jeho zároveň největší soupeři. Dalším rivalem Porta je necelých 50 kilometrů vzdálený klub Braga.
Mezi příznivci je FC Porto známé pod přezdívkami Portistas („Porťané“) nebo Dragões („Draci“). Porto také patří k tradičním účastníkům Ligy mistrů UEFA, v hlavní soutěži si zahrálo už 23krát a pouze Real Madrid a FC Barcelona mají o jednu účast víc.

Porto patří mezi nejúspěšnější portugalské kluby a před začátkem sezóny 2021/22 mělo na kontě 29 ligových titulů od sezóny 1934/35, více jich má jen Benfica. Portugalský ligový pohár Taça da Liga hraný od roku 2008 Porto dosud nevybojovalo (platné k roku 2021). V počtu získaných trofejí patří Porto na 10. místo mezi evropskými kluby (76 trofejí), ale i nadále za Benfikou na 8. místě (82 trofejí). V počtu získaných mezinárodních trofejí lze Porto označit za nejúspěšnější portugalský klub. V mezinárodních soutěžích získal 7 trofejí – dvakrát trofej v Lize mistrů (1987 a 2004), dvakrát v Poháru UEFA/Evropské lize (2003 a 2011), dvakrát v Interkontinentálním poháru (1987 a 2004) a jednou v Evropském Superpoháru (1987).
Porto je ve fotbalovém světě proslulé svojí schopností vyhlédnout si mladý talent (často z Jižní Ameriky) a později ho prodat několikanásobně dráž, než za kolik přišel. Mezi roky 2004 až 2014 prodalo 17 fotbalistů evropským velkoklubům za celkovou sumu v přepočtu 776 milionů eur. Mezi 100 nejdražšími přestupy je Porto jakožto prodávající zastoupeno třikrát (červenec 2021).
V době velkých úspěchů v letech 2002–2004 vedl klub slavný trenér José Mourinho a hrály v něm takové hvězdy, jako jsou Deco, Ricardo Carvalho, Maniche a další. Dalším velmi úspěšným trenérem v portské historii se stal André Villas-Boas, jenž v roce 2011 dovedl klub k vítězství v Evropské lize. Mourinho pro Porto získal v roce 2003 první treble jakéhokoliv portugalského klubu, Villas-Boas toto napodobil roku 2011.

## Historie

### Raná historie

Sestava Porta ve finále PVP s Juventusem (16. května 1984)

Klub Foot-Ball Club do Porto byl založen 28. září 1893 místním obchodníkem s portským vínem jménem António Nicolau d’Almeida, jehož zájem o fotbal vznikl při jeho cestách do Anglie.
Portugalským šampionem se stal prvně roku 1922, to se soutěž Campeonato de Portugal hrála vyřazovacím způsobem.
Ve druhé polovině 20. století byl klubovým domovem stadion Estádio das Antas otevřený 28. května 1952, ačkoliv návrhy na jeho zbudování padaly již v roce 1933. 
Během sezóny 1955/56 Porto poprvé ukořistilo double, tedy triumf ligový a i pohárový. O tom ligovém se rozhodlo v zápase proti Benfice, v pohárovém finále přehrálo Porto 2:0 Torreense. V důsledku toho se tým z Porta poprvé představil v evropských pohárech, kde v předkole Poháru mistrů evropských zemí padl s Athleticem Bilbao po porážkách 1:2 doma a 2:3 venku. První gól na evropské scéně dal záložník José Maria Pedroto.
V roce 1973 se udála tragédie, kdy kvůli srdečnímu selhání zemřel během zápasu záložník Pavão.
Mezi roky 1973 a 1974 posílil klub peruánský reprezentant a jeden z nejlepších fotbalistů Jižní Ameriky Teófilo Cubillas, za něhož klub zaplatil částku v přepočtu 400 tisíc amerických dolarů. Útočně laděný hráč obsadil záložní pozici tzv. „desítky“ a stal se kapitánem týmu a k tomu nejlépe placeným hráčem portugalské ligy před Eusébiem. Za necelé čtyři roky zde vstřelil 65 gólů (ve 109 zápasech) a pomohl vyhrát národní pohár. 
Roku 1978 portské mužstvo už bez Cubillase ukončilo 19 let bez mistrovského titulu pod trenérským vedením Josého Marii Pedrota, jejich bývalého hráče.
Roku 1982 byl předsedou klubu zvolen Jorge Nuno Pinto da Costa, pod nímž Porto vybojovalo koncem roku 1983 domácí superpohár a roku 1984 domácí pohár. Následně se představilo v Poháru vítězů pohárů, kde v semifinále přehrálo Aberdeen. O několik let později se objevila nařčení, že Pinto da Costa uplatil rozhodčího.
Porto ve svém prvním evropském finále po prohře 1:2 proti Juventusu neuspělo.
Další mistrovský titul a první pro da Costu klub získal koncem sezóny 1984/85. V průběhu sezóny 1986/87 se Portugalci opět drali evropskou soutěží, tentokráte Pohárem mistrů evropských zemí, aby se ve finálovém zápase 27. května utkali o trofej s Bayernem Mnichov. Německý soupeř platil za favorita, hráč Porta Rabah Madžer ovšem v průběhu zápasu srovnal na 1:1 a pak nahrál na vítězný gól Brazilce Juaryho. Finále si zahrál taéž hvězdný Paulo Futre. Porto potom opanovalo ještě evropský Superohár 1987 proti Ajaxu po dvojí výhře 1:0 a Interkontinentální pohár 1987.

### Úspěšná éra po roce 2000
V roce 2001 trénoval Porto Octávio Machado, který s týmem v srpnu 2001 získal portugalský superpohár po výhře 1:0 nad Boavistou. Další rok v lednu Machada nahradil José Mourinho, tým totiž spadl na páté místo a navíc vypadl v domácím poháru.
Na jaře ve druhé skupině Ligy mistrů Porto neobstálo v konkurenci Realu Madrid, Panathinaikosu a Sparty a skončilo poslední, domácí ligu pak skončilo na třetím místě. Mourinho slíbil titul v další sezóně, načež vyhledal laciné posily jako byli Maniche, Nuno Valente a Paulo Ferreira.
V ročníku 2002/03 Porto vskutku vyhrálo titul s náskokem 11 bodů na Benficu.
Mužstvo spoléhalo na brazilského útočníka Derleie (a jeho partnera v útoku, 19letého Postigu) nebo zálohu ve složení Deco–Maniche–Costinha.
Cesta Pohárem UEFA postavila Portu do cesty kluby jako Polonia Warszawa, Austria Wien, Lens a Denizlispor. Ve čtvrtfinále proti Panathinaikosu bylo Porto svědkem domácí prohry 0:1, v Řecku však Derlei zařídil dvěma brankami postup do semifinále proti Laziu.
Lazio Řím Roberta Manciniho v Portu nestačilo na domácí a prohrálo 1:4, o což se postarali Derlei (dvakrát), Postiga a Maniche.
Po remíze 0:0 v Itálii zamířilo Porto do finále. V Seville se Porto střetlo se Celticem o vítězství. Po deseti minutách se zranil Costinha, toho nahradil Pedro Emanuel, zápas pak „patřil“ Decovi, jenž byl u obou gólů prvních 90 minut. Díky němu oba Derlei a Aleničev poslali své mužstvo do jednogólového vedení, ale na obě branky zareagoval Henrik Larsson, zápas se tak prodlužoval. Byl to nakonec Derlei, kdo prodloužení ve 115. minutě rozhodl.
Portugalský Superpohár svěřenci Mourinha vybojovali proti União de Leiria. Evropský Superpohár však po zápase s Portem získal AC Milán. Ve skupině Ligy mistrů Porto skončilo za Realem Madrid a postoupilo tak do osmifinále. První zápas doma proti Manchesteru United prohrávali domácí 0:1 gólem Fortuneho, útočník Porta Benni McCarthy ale otočil stav zápasu na 2:1. Soupeřův záložník Roy Keane obdržel červenou kartu za šlápnutí na brankáře Vítora Baíu.
Venku Porto prohrávalo 0:1 po gólu Paula Scholese, ale Costinhův gól v 90. minutě poslal do čtvrtfinále FC Porto.
Ve čtvrtfinále Porto vyzrálo na Lyon a postoupilo do semifinále, kde čekalo Deportivo La Coruña. Dvojutkání rozhodl jediný gól Derleie z penalty, klíčové bylo bránění Valeróna, o něhož se postaral Costinha.
Soupeřem ve finále bylo AS Monaco vedené Didierem Deschampsem, které ale nemělo k dispozici útočníka Ludovica Giulyho. Carlos Alberto poslal Porto do vedení, po 70. minutě dílo z protiútoků dokonali výhru 3:0 Deco a Aleničev. FC Porto podruhé v historii vyhrálo Ligu mistrů.

### Mezidobí
V ročníku po Mourinhově odchodu se v klubu vystřídala trojice trenérů. Ten první, Luigi Del Neri byl dokonce vyhozen ještě před prvním soutěžním zápasem, když byl propuštěn pro nedochvilnost.
Ten druhý, Víctor Fernández, získal domácí superpohár proti Benfice,
proti Valencii v Superpoháru UEFA však neuspěl a prohrál 1:2. V únoru 2005 se stal trenérem José Couceiro, Porto ale nakonec skončilo druhé za Benficou.
Mezi roky 2006 až 2009 vedl Porto kouč Jesualdo Ferreira, který klub dovedl ke třem titulům v řadě, a k tomu přidal triumf v domácím poháru.

### André Villas-Boas
Začátkem června 2010 se stal trenérem 32letý André Villas-Boas, někdejší asistent Josého Mourinha.
Tým opírající se o ofenzivní hvězdy jako Hulk nebo Falcao vyhrál Primeira Ligu bez jediné porážky a s náskokem 21 bodů proti Benfice. Byl to 25. titul v dějinách klubu.
Ještě před začátkem sezóny stihl vyhrát domácí Superpohár proti Benfice (2:0).
V rámci Evropské ligy prošlo Porto skupinou „L“ bez porážky, v play-off vyřadilo týmy Sevilla FC, CSKA Moskva a Spartak Moskva než narazilo na španělský Villarreal. První zápas na domácí půdě Porto zvládlo a vyhrálo 5:1, čtyřmi brankami se blýskl Falcaa a pátou přidal další Kolumbijec Fredy Guarín.
V portugalském finále Evropské ligy Porto porazilo Bragu 1:0.
Čtvrtou trofejí za sezónu byl domácí pohár, ve kterém Porto ve finále přehrálo 6:2 Guimarães.
V červnu 2011 byl po pouhém roce oznámen jeho odchod.

### Dominance Benficy
Před sezónou 2015/16 posílil mužstvo brankář Iker Casillas z Realu Madrid.
Během léta v roce 2017 se stal trenérem Porta jeho bývalý hráč Sérgio Conceição.
V ročníku 2019/20 se nepodařilo dostat přes předkolo do skupin Ligy mistrů. Porto v srpnu podlehlo ruskému Krasnodaru i přes úvodní výhru 1:0 na jeho půdě.
V základní skupině Evropské ligy Porto vybojovalo postup do šestnáctifinále, kde se střetlo s Leverkusenem. Po úvodní prohře 1:2 v Německu nestačili Portugalci na soupeře ani doma a prohráli 1:3.

## Získané trofeje

### Vyhrané domácí soutěže
- Primeira Liga (30×)[3][38]

(1934/35, 1938/39, 1939/40, 1955/56, 1958/59, 1977/78, 1978/79, 1984/85, 1985/86, 1987/88, 1989/90, 1991/92, 1992/93, 1994/95, 1995/96, 1996/97, 1997/98, 1998/99, 2002/03, 2003/04, 2005/06, 2006/07, 2007/08, 2008/09, 2010/11, 2011/12, 2012/13, 2017/18, 2019/20, 2021/22)
- Portugalský fotbalový pohár (23×)[4]

(1922, 1924/25, 1931/32, 1938/37, 1955/56, 1957/58, 1967/68, 1976/77, 1983/84, 1987/88, 1990/91, 1993/94, 1997/98, 1999/00, 2000/01, 2002/03, 2005/06, 2008/09, 2009/10, 2010/11, 2019/20, 2021/22, 2022/23)
- Superpohár Cândido de Oliveira (22×)[5]

(1981, 1983, 1984, 1986, 1990, 1991, 1993, 1994, 1996, 1998, 1999, 2001, 2003, 2004, 2006, 2009, 2010, 2011, 2012, 2013, 2018, 2020)

### Vyhrané mezinárodní soutěže
- Liga mistrů UEFA (2×)

(1986/87, 2003/04)
- Evropská liga UEFA (2×)

(2002/03, 2010/11)
- Superpohár UEFA (1×)

(1986/87)
- Interkontinentální pohár / Mistrovství světa klubů (2×)

(1987, 2004)

## Rivalita

### FC Porto versus Benfica
Střet Porta a Benfiky – nazvané O Clássico – je střetem portugalského severu a jihu a dvou odlišných regionů. Zatímco Benfika z hlavního města Lisabonu je tradičně úspěšný celek, FC Porto symbolizuje vzdor tomuto centru a nástup nové síly ze druhého největšího města země. Porto je klubem pro nižší třídu průmyslového města s příznivci toužícími po větší nezávislosti na Lisabonu. Benfika zprvu disponovala lepší vzájemnou bilancí, úspěchy Porta v závěru 20. století a pokračování tohoto trendu historii derby více vyrovnalo. Nevraživost obou klubů doprovází mediální příběhy, obviňování ze špionáže a uplácení nebo údajné hackerské útoky. V minulosti se portugalská reprezentace musela potýkat s problematickou atmosférou mezi hráči, která se při cestách projevovala rozdělením kolektivu do jednotlivých táborů.
V průběhu 90. let se konflikty týkaly dvojice Paulinho Santos (Porto) a João Pinto (Benfika). Jejich nepřátelství trvající roky se projevovalo v reprezentaci i při derby, při němž byli oba několikráte vyloučeni.
První vzájemný zápas se odehrál 28. dubna 1912 a v onom přátelském klání se stala vítězem Benfika výsledkem 8:2. FC Porto poprvé vyhrálo až osm let nato 3:2 a na další výhru čekalo dalších devět. Oba kluby byly u zrodu první ligové soutěže roku 1934 a rovnoměrně si rozdělily prvních šest titulů mistra. Nejvyšší rozdíl ve skóre pochází ze zápasu z února roku 1943, kdy Benfika přehrála Porto 12:2. Vzestup Porta nastal po konci režimu Antónia Salazara. V 80. letech provázaly derby násilnosti. V 90. letech uchopilo Porto roli hegemona a evropskými triumfy v Poháru UEFA a Lize mistrů se stalo nejúspěšnějším portugalským klubem na mezinárodním poli. Porto uštědřilo rivalovi debakl 7. listopadu 2010 výhrou 5:0.
Přestupy mezi oběma kluby nebývají časté, výjimku tvoří například někdejší útočník Benfiky Rui Águas (jeho otec José Águas byl klubovou legendou), jenž mezi roky 1985–1988 a 1990–1994 působil v Lisabonu, ovšem v mezidobí let 1988–1990 hrál v Portu, které mu nabídlo více než desetinásobek původního platu. Dalším se stal roku 2001 stoper João Manuel Pinto. Ten vyměnil naopak Porto za Benfiku. Dalším „zrádcem“ se stal záložník Cristian Rodríguez. Zmiňovaný José Águas je se 13 góly napříč 12 zápasy nejproduktivnějším střelcem O Clássica. Nejvíce zápasů v rámci derby odehrál útočník Nené – 44.
Benfika, jakožto klub s mnoha příznivci po celém světě, má podporu i v oblasti Porta.

### FC Porto versus Sporting
Souboj Porta s lisabonským Sportingem je svým významem v Portugalsku až třetí, tedy za soubojem obou klubů s Benfikou. Poprvé se utkaly v červnu 1922 v prvním ze dvou zápasů finále tehdejšího pohárového šampionátu Campeonato de Portugal. Domácí Porto zvítězilo 2:1 poté, co se dvakrát trefil Tavares Bastos, porážka v Lisabonu ale znamenala třetí zápas. Ten Porto opět doma vyhrálo 3:1 a poprvé slavilo zisk trofeje. Dramatičnost derby se zvýšila ve 30. letech, když oba kluby doma uštědřily soupeři debakl. V roce 1936 se již hrála ligová soutěž Liga Nacional a v jejím rámci vyhrálo Porto nad Sportingem 10:1, v sezóně příští ovšem z hlavního města odjíždělo s prohrou 1:9. Portu se v Lisabonu proti tomuto soupeři podařilo vyhrát až na 23. pokus v roce 1949.
Ojedinělý incident se odehrál v průběhu sezóny 1977/78. Hráči FC Porto na zasněženém zamlženém domácím hřišti doháněli průběžný stav 0:2, snížit se jim podařilo s pomocí podavače míčů, který odehrál balón do branky soupeře. Navzdory protestům hostů rozhodčí gól uznali, Sporting přes křívdu dokázal vyhrát 3:2. Na další výhru si lisabonský tým musel počkat do roku 1997.
Mezi fotbalisty, kteří ve své kariéře hráli za oba kluby, se řadí například Paulo Futre, Fernando Gomes, Maniche, Hélder Postiga, Ricardo Quaresma, Derlei, Mário Jardel, Antonio Sousa nebo João Moutinho.

## Významní fotbalisté
- José Maria Pedroto (1952–1960)
- Fernando Gomes (1974–1980, 1982–1989)
- Paulo Futre (1984–1987)
- Deco (1999–2004)
- Pepe (2004–2007, 2019–)
- João Moutinho (2010–2013)
- Ricardo Carvalho (1997–2004)
- Ricardo Quaresma (2004–2008, 2014–2015)
- Vítor Baía (1988–1996, 1999–2007)
- Eliaquim Mangala (2011–2014)
- Lisandro López (2005–2009)
- Lucho González (2005–2009, 2012–2014)
- Mário Jardel (1996–2000)
- Alex Sandro (2011–2015)
- Anderson (2006–2007)
- Danilo (2012–2015)
- Éder Militão (2018–2019)
- Hulk (2008–2012)
- James Rodríguez (2010–2013)
- Jackson Martínez (2012–2015)
- Radamel Falcao (2009–2011)
- Teófilo Cubillas (1974–1977)
- Rabah Madžer (1985–1991)
- Benni McCarthy (2002, 2003–2006)

Zdroj:

## Stadion
FC Porto hraje na stadionu Estádio do Dragão, přezdívaném "stadion Draka".[zdroj?]
Tento stadion byl postaven k příležitosti Mistrovství Evropy ve fotbale konaném v Portugalsku v roce 2004. Byl otevřen 16. listopadu 2003 a nahradil předchozí stánek Estádio das Antas.
Estádio do Dragão má kapacitu 50 033 diváků a patří do třídy stadionů A.